# Jesús Santiago Pérez
Jesús Santiago Pérez (nascut el 25 de maig de 2004), conegut a vegades com a Yellu, és un futbolista professional murcià que juga com a migcampista a l'Hellas Verona.

## Carrera de club

### València
Nascut a El Estrecho de San Ginés, Cartagena, Regió de Múrcia, Santiago es va incorporar al València CF als 14 anys, després de representar l'EF Torre Pacheco, el FC Cartagena i el CD Minera. El 5 de febrer de 2022, va aparèixer per primera vegada amb el filial en un empat 2-2 a la Tercera Divisió RFEF fora de casa contra la UD Benigànim, però només va ser un suplent no utilitzat.
L'1 d'abril de 2022, Santiago va renovar el seu contracte amb els Xe fins al 2026. Divuit dies més tard, va debutar amb el seu primer equip i a la primera divisió, substituint Yunus Musah en una derrota per 0-2 fora de casa contra el Vila-real CF.

### Getafe
El 10 de gener de 2024, Santiago va signar un contracte amb el Getafe CF al primer nivell fins al juny de 2025.

### Hellas Verona
El 24 de juliol de 2025, Santiago va fitxar per l'Hellas Verona a Itàlia amb un contracte de tres anys.